# 洛克人 (電視動畫)
《洛克人》（Mega Man）是日美合拍的美國電視動畫，由卡普空、Ruby-Spears Productions、葦Productions、Ocean Productions聯合製作，於1994至1996年間播放。動畫改編自同名電子遊戲系列。動畫共分兩季，於1994年9月11日放映，1996年1月19日完結。第三季因預算問題胎死腹中。動畫版權現由WildBrain持有。在台灣由力霸友聯U3台首播國語配音版，中都卡通台亦有播出。